# Aert van der Goes

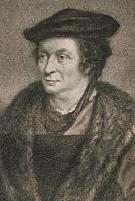
Aert van der Goes

Aert van der Goes (* 1475 in Delft; † 1. November 1545 ebenda) war ein holländischer Politiker.

## Biografie
Aert van der Goes wurde als Sohn des Witte van der Goes geboren. Dieser war ein Abkömmling aus dem Delfter Patriziergeschlecht van der Goes. Verheiratet war er mit Barbara van Herwijnen und hernach mit Margaretha van Banchem. Aus der ersten Ehe wurde der gleichnamige Sohn Aert van der Goes geboren. Dieser wurde Advokat am Großen Rat von Mecheln. Seiner zweiten Ehe entstammte Adriaen van der Goes, der sein Nachfolger als holländischer Landesadvokat wurde, sowie eine Tochter, Geneviëve. Diese verehelichte sich mit Everhard Nicolai, dem späteren Präsidenten des Großen Rates von Mecheln.
Aert van der Goes studierte an der Universität Löwen. Hernach ließ er sich als Advokat in seiner Heimatstadt nieder und wurde im Jahre 1508 zum Delfter Pensionär ernannt. Im Jahre 1525 legte er dieses Amt nieder, um sich nach einer Übersiedelung nach Den Haag durch die Staaten von Holland zum neuen  Landesadvokaten bestellen zu lassen. Van der Goes begann eine Arbeit über die Abläufe bei den Versammlungen der niederländischen Generalstaaten zu verfassen. Diese Arbeit wurde von seinem Sohn Adriaen fortgesetzt und im Jahre 1750 unter dem Titel Register van de Dachvaerden der Staten's Lands van Holland herausgegeben. Das Amt des holländischen Landesadvokaten führte er bis kurz vor seinem Tod.